# Hijas del Tomate
Hijas del Tomate è l'album di debutto delle Las Ketchup. Pubblicato nel 2002, ha raggiunto la prima posizione della classifica degli album spagnola grazie anche ai due singoli estratti, Aserejé e Kusha las payas, entrambi di successo, in particolare Aserejé, tormentone estivo del 2002.

## Tracce
CD (Columbia 509485 2)
1. The Ketchup Song (Aserejé) (Spanglish Version) – 3:31 (Manuel Ruiz, Manny Benito)
2. Kusha las payas – 2:47 (Manuel Ruiz, Pilar Muñoz, Dolores Muñoz, Lucìa Muñoz)
3. Un de vez en cuando – 3:37 (Manuel Ruiz, Pilar Muñoz, Dolores Muñoz, Lucìa Muñoz)
4. Lánzame los trastos, baby – 3:24 (Manuel Ruiz, Pilar Muñoz, Dolores Muñoz, Lucìa Muñoz)
5. Sevillanas Pink – 3:29 (Manuel Ruiz, Pilar Muñoz, Dolores Muñoz, Lucìa Muñoz)
6. The Ketchup Song (Aserejé) (Hippy) – 3:31 (Manuel Ruiz, Manny Benito)
7. Krapuleo – 3:30 (Manuel Ruiz, Pilar Muñoz, Dolores Muñoz, Lucìa Muñoz)
8. Mi persigue un chulo – 3:13 (Manuel Ruiz, Pilar Muñoz, Dolores Muñoz, Lucìa Muñoz)
9. Tengo un novio tántriko – 3:15 (Manuel Ruiz, Pilar Muñoz, Dolores Muñoz, Lucìa Muñoz)
10. The Ketchup Song (Aserejé) (Karaoke Version) – 3:43 (Manuel Ruiz, Manny Benito)
11. The Ketchup Song (Aserejé) (Spanish Version) – 3:32 (Manuel Ruiz, Manny Benito)

Durata totale: 37:32

## Classifiche
| Classifica (2002-03) | Posizione massima |
| -------------------- | ----------------- |
| Austria              | 22                |
| Belgio (Vallonia)    | 35                |
| Danimarca            | 27                |
| Finlandia            | 1                 |
| Francia              | 18                |
| Germania             | 20                |
| Grecia               | 1                 |
| Italia               | 8                 |
| Norvegia             | 13                |
| Paesi Bassi          | 2                 |
| Portogallo           | 16                |
| Repubblica Ceca      | 14                |
| Spagna               | 5                 |
| Svezia               | 7                 |
| Svizzera             | 6                 |